# Балан Павло Георгійович
Павло Георгійович Балан (нар. 31 травня 1959, Київ) — український зоолог, фахівець з кліщів, кандидат біологічних наук (1991), доцент кафедри зоології та заступник директора з науково-педагогічної роботи ННЦ «Інститут біології» Київського національного університету. 
Автор понад 200 публікацій у галузі педагогіки, біології та екології, зокрема 4 монографій (у співавторстві), 23 підручників (з грифом МОН України), 15 навчальних посібників, 26 методичних розробок, 43 наукових статей, з яких 26 у фахових виданнях.
Описав 20 нових для науки видів кліщів.

## Біографія
У 1982 році закінчив кафедру зоології безхребетних біологічного факультету Київського університету. Протягом 1976—1984 років працював старшим лаборантом в Інституті зоології АН УРСР. З 1984 року працює на кафедрі зоології КНУ. У 1991 році захистив кандидатську дисертацію на тему «Клещи-церкониды Украины» у вченій раді Інституту зоології НАН України (науковий керівник Г. Й. Щербак). З 1992 року доцент кафедри зоології. З 2008 року також заступник директора з науково-педагогічної роботи ННЦ «Інститут біології» КНУ.